# Cauvignac
Cauvignac ist eine französische Gemeinde 144 Einwohnern (Stand: 1. Januar 2022) im Département Gironde in der Region Nouvelle-Aquitaine. Sie gehört zum Kanton Le Sud-Gironde und zum Arrondissement Langon. 
Sie grenzt im Nordwesten an Sendets, im Nordosten an Sigalens, im Osten an Grignols, im Südosten an Masseilles, im Südwesten an Marions und im Westen an Lavazan (Berührungspunkt).

## Sehenswürdigkeiten

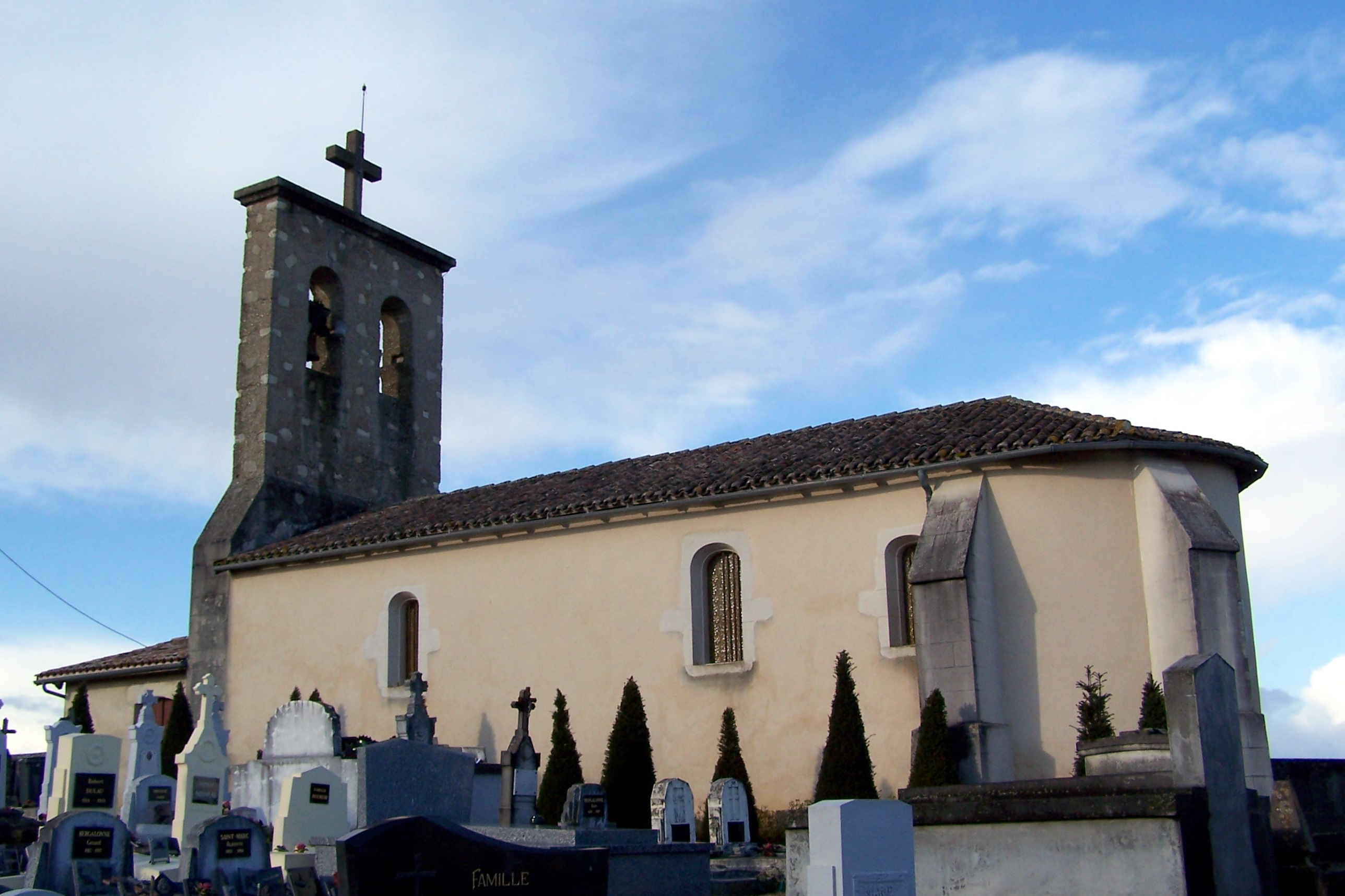
Kirche Saint-Aignan

## Bevölkerungsentwicklung
| Jahr      | 1962 | 1968 | 1975 | 1982 | 1990 | 1999 | 2008 | 2015 |
| --------- | ---- | ---- | ---- | ---- | ---- | ---- | ---- | ---- |
| Einwohner | 167  | 151  | 148  | 135  | 110  | 107  | 134  | 160  |